# Das Traumhotel – Sterne über Thailand
Sterne über Thailand ist ein deutsch-österreichischer Liebesfilm von Otto Retzer aus dem Jahr 2004. Der Fernsehfilm ist der erste Teil der Filmreihe Das Traumhotel. Die Handlung spielt in traumhaften Hotels an den schönsten Plätzen der Welt. Christian Kohlund ist als Hotelmanager Markus Winter und gleichzeitig Neffe der von Ruth Maria Kubitschek gespielten Dorothea von Siethoff, der Besitzerin einer Hotelkette, besetzt. Die Haupt-Gaststars des ersten Films sind Saskia Valencia, Helmut Zierl, Ralf Bauer, Lara Joy Körner, Franz Buchrieser und Miriam Morgenstern in der Rolle der Tochter des von Kohlund gespielten Hotelmanagers.

## Handlung
Hotelmanager Markus Winter hat sich nach der Trennung von seiner Frau nach Thailand zurückgezogen. Dort möchte er seinen Trennungsschmerz verarbeiten und hilft einem Freund als Bootsmann aus. Allerdings hat seine Tante Dorothea von Siethoff, Inhaberin eines Hotelimperiums und leidenschaftliche Hobby-Astrologin, andere Pläne mit ihm. Sie überredet Markus, vorübergehend die Leitung ihres Traumhotels auf Phuket zu übernehmen. Simon Vogler, bisher Direktor dieses Hotels, soll abgelöst werden, denn er hat sich in letzter Zeit einige größere Aufträge entgehen lassen. Wie sich bald herausstellt, hat er private Probleme. Nach vielen Jahren hat er seine verschollen geglaubte Tochter Suay wieder ausfindig gemacht, die einst mit einem Mann durchgebrannt war und nun mit zwei kleinen Töchtern in Bangkok lebt. Allerdings lehnt sie jeden Kontakt zu ihrem Vater ab.
Überraschend taucht Markus‘ Tochter Leonie auf Phuket auf, im Schlepptau eine Bekanntschaft aus dem Flugzeug, den Rucksacktouristen und Gitarrenspieler Niko. Markus hat wenig Zeit, sich um sie zu kümmern und muss dies zeitweise Simon Vogler überlassen. Dieser gestattet es, dass der mittlerweile ausgeraubte und somit mittellose Niko eine Nacht in Leonies Hotelzimmer zubringt – zunächst gar nicht zur Begeisterung von Markus.
Ariane und Jan Thermölen, Hotelgäste, verbringen ihren Urlaub auf Phuket. Ihre Ehe ist in eine Krise geraten, denn Jan scheint sich mehr um seine Geschäfte als um seine Frau zu kümmern. Beide haben vor einigen Jahren ein Kind verloren, was die Beziehung zusätzlich belastet. Auf seine sensible Art sorgt Markus dafür, dass sie wieder zueinander finden. Jan erfährt zudem, dass Ariane schwanger ist.
Auch die junge Lehrerin Helen ist zunächst nicht glücklich. Auf ihre ungeschickte Art gelangt sie von einem Dilemma ins nächste, bis Markus und Leonie eingreifen. Helen wird von einem Mauerblümchen in eine Prinzessin verwandelt und erobert das Herz des Pop-Promoters Daniel Lewy.
Markus Winter macht auf einer Dienstreise nach Bangkok die Tochter von Simon Vogler ausfindig. Er überredet sie, doch wieder auf ihren Vater zuzugehen. Am Ende der Episode stellt sie dem überglücklichen Großvater seine kleinen Enkelinnen vor.

## Produktion, Veröffentlichung
Das Traumhotel – Sterne über Thailand wurde 2003 auf Phuket und in Bangkok gedreht. Die Kostüme schuf Ulrike Fessler, das Szenenbild stammt von Walter Dreier.
Der Film erlebte am 16. April 2004 im Ersten seine Fernsehpremiere. Am 17. April 2009 gab Lisa Film den Film auf DVD heraus. Am 15. September 2017 gab die MCP Sound & Media GmbH eine Gesamtbox mit allen 20 Folgen der Reihe heraus.

## Kritik
TV Spielfilm zeigte mit dem Daumen nach unten und kommentierte: „Exotisch bebilderter Kitsch mit Dialogen flach wie Sandbänke im Indischen Ozean.“ Fazit: „Der Strand ist herrlich, der Rest entbehrlich.“